# Schwarzbach (Naturschutzgebiet)
Das Naturschutzgebiet Schwarzbach liegt auf dem Gebiet der Landkreise Kaiserslautern und Kusel in Rheinland-Pfalz.
Das 31,91 ha große Gebiet, das mit Verordnung vom 13. April 1987 unter Naturschutz gestellt wurde, erstreckt sich entlang des Schwarzbachs direkt an der am nördlichen Rand vorbeiführenden A 6 und erreicht im Westen die Landesgrenze zum Saarland. Unweit entfernt südöstlich verläuft die Landesstraße L 119.
Das Gebiet umfasst Schilfröhrichte, Seggenrieder, Gräben und Uferzonen, Solitärbäume, Teiche, Panzergräben, Erlenbruchwälder und Weideflächen.